# Michel Marie Jacques Dubost

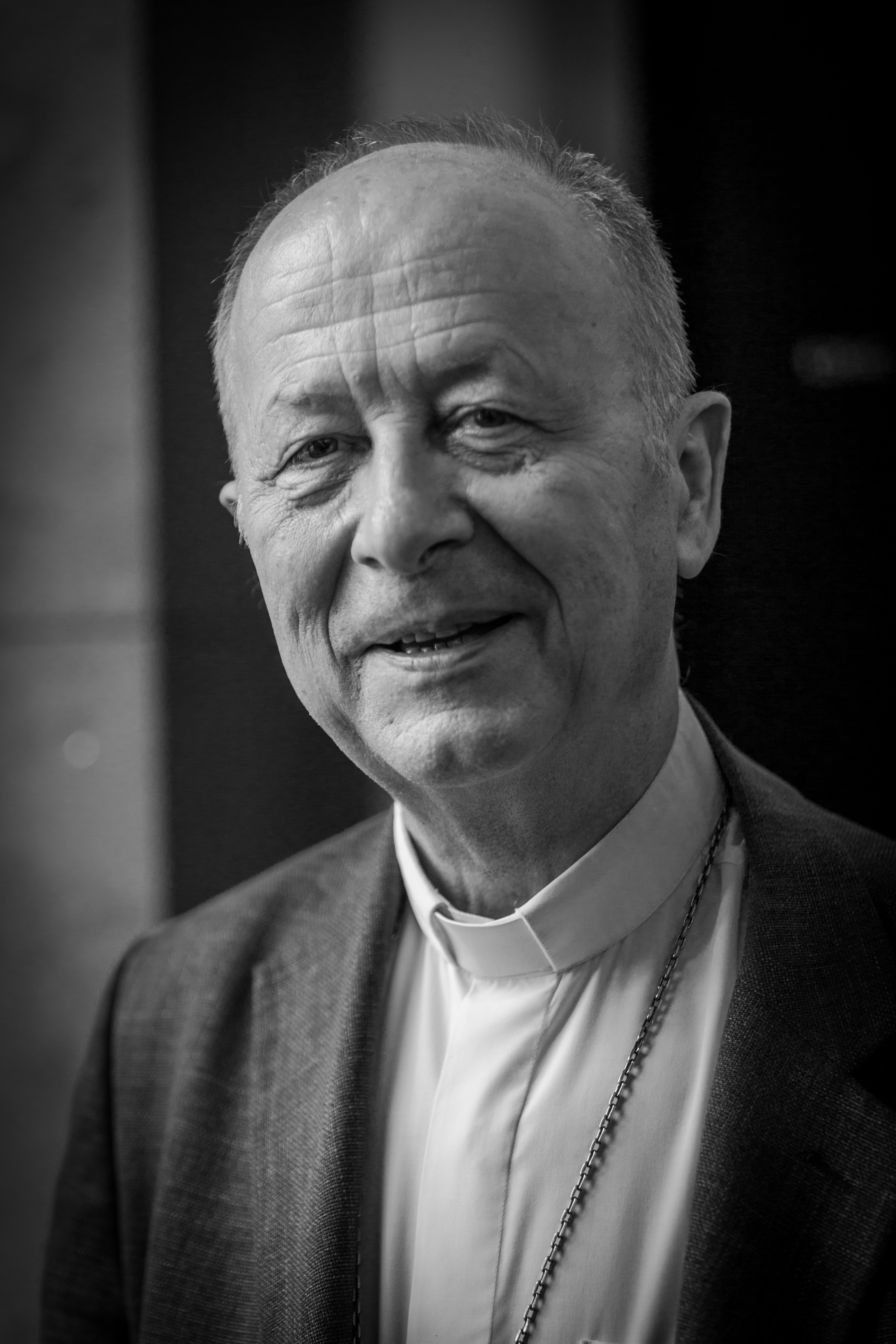
Michel Dubost (2016)

Michel Marie Jacques Dubost CIM (* 15. April 1942 in Safi, Marokko) ist ein französischer Ordensgeistlicher und emeritierter römisch-katholischer Bischof von Evry-Corbeil-Essonnes. 

## Leben
Michel Marie Jacques Dubost trat der Ordensgemeinschaft der Eudisten bei und empfing am 25. Mai 1967 die Priesterweihe. Er studierte Philosophie und Theologie am Institut Catholique de Paris. Anschließend folgte er der Ausbildung am Institut für Höhere Nationale Verteidigungsstudien (Institut des hautes études de défense nationale IHEDN) in Paris.
Er war Pfarrer in Notre-Dame-de-Bercy und Kaplan der Saint-Jean-de-Béthune-Schule in Versailles, dann der Colleges und Gymnasien in Versailles bis 1975. Danach engagierte er sich für das Katholische Komitee gegen Hunger und für Entwicklung (Comité catholique contre la faim et pour le développement, CCFD – Terre Solidaire). Er war von 1976 bis 1982 Generalsekretär des FOCS (Verband der Organisationen für soziale Kommunikation) und von 1982 bis 1988 Direktor der Seelsorger der öffentlichen Bildung der Diözese Paris sowie von 1983 bis 1989 Pastor der Pfarrei Saint-Jacques-du-Haut-Pas in Paris.
Papst Johannes Paul II. ernannte ihn am 9. August 1989 zum Militärbischof von Frankreich und zum Titularbischof von Oëa. Die Bischofsweihe spendete ihm der Bischof von Coutances, Jacques Fihey, am 8. September desselben Jahres; Mitkonsekratoren waren Armand François M. Le Bourgeois CIM, Altbischof von Autun, und Daniel-Joseph-Louis-Marie Pézeril, Weihbischof im Erzbistum Paris. 
Auf seinen Titularsitz Oëa verzichtete er am 7. März 1998. Am 15. April 2000 wurde er zum Bischof von Evry-Corbeil-Essonnes ernannt und am 12. Mai desselben Jahres in das Amt eingeführt.
Papst Franziskus nahm am 1. August 2017 seinen altersbedingten Rücktritt an.
Michel Dubost wurde vor allem für sein Engagement im christlich-jüdischen Dialog in Frankreich bekannt. Zudem war er Mitglied der Koordinierung der Bischofskonferenzen für das Heilige Land, Präsident des Rates für interreligiöse Beziehungen der französischen Bischofskonferenz und Mitglied des Päpstlichen Rates für interreligiösen Dialog.
Kardinal Fernando Filoni, Präfekt der Kongregation für die Evangelisierung der Völker, ernannte Dubost am 19. April 2018 für fünf Jahre (2018–2023) zum Direktor der Päpstlichen Missionswerke in Frankreich.
Am 24. Juni 2019 ernannte Papst Franziskus Dubost zum Apostolischen Administrator sede plena des Erzbistums Lyon, womit die Jurisdiktion Philippe Kardinal Barbarins mit sofortiger Wirkung ruhte. Seit der Annahme des Rücktritts von Kardinal Barbarin durch Papst Franziskus am 6. März 2020 war Dubost bis zur Amtseinführung des neuen Erzbischofs Olivier de Germay am 20. Dezember 2020 Apostolischer Administrator sede vacante. Vom 7. April 2021 bis zum 6. Februar 2022 war Dubost Apostolischer Administrator von Cayenne.